# Robbery
Robbery er en britisk stumfilm fra 1897 af Robert W. Paul.